# 訃報 1995年12月
訃報 1995年12月（ふほう 1995ねん12がつ）では、1995年（平成7年）12月中に物故した、又は物故が報じられた人物についてまとめる。

## （1日 - 15日）
- 12月5日 - クレア・パターソン、地質学者（* 1922年）
- 12月9日 - 鈴木竹雄、法学者（* 1905年）
- 12月9日 - 逸見稔、オフィス・ヘンミ創業者（* 1933年）

## （16日 - 31日）

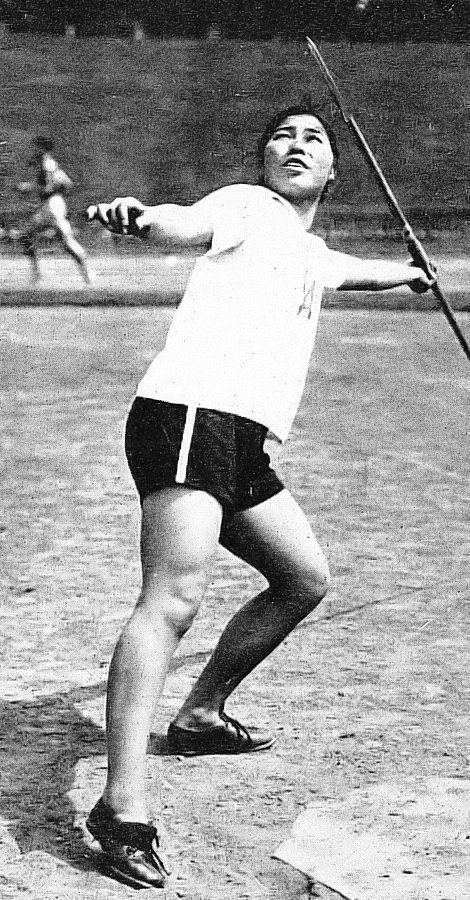
真保正子 / 12月19日没

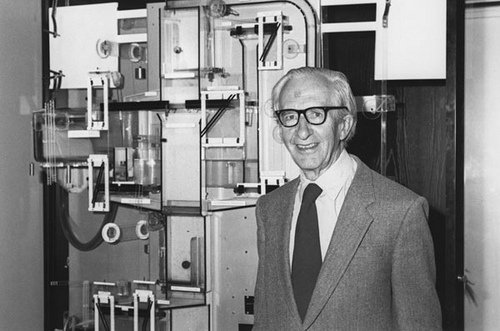
ジェイムズ・ミード / 12月22日没

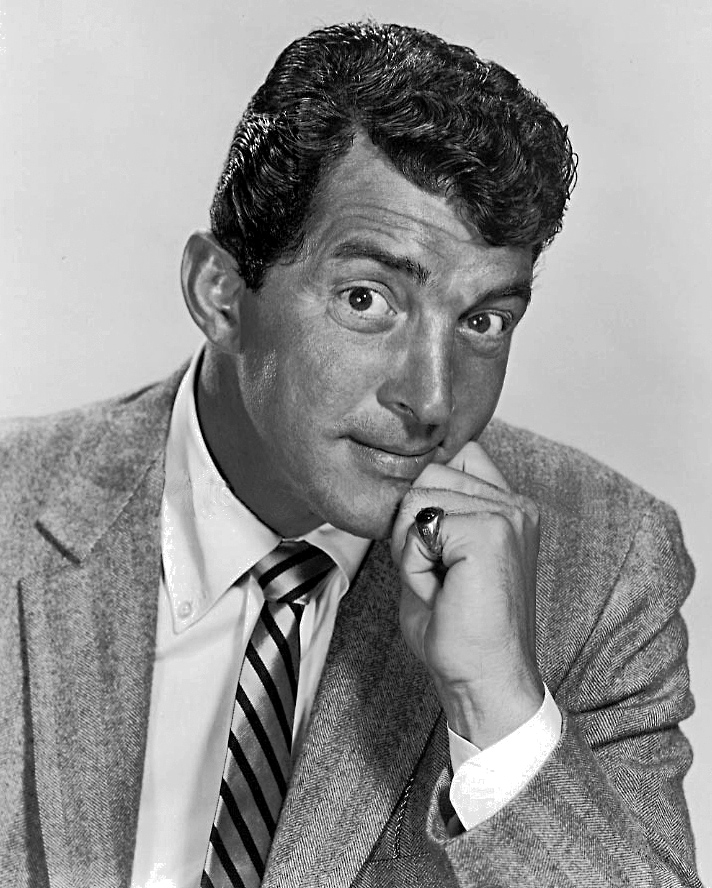
ディーン・マーティン / 12月25日没

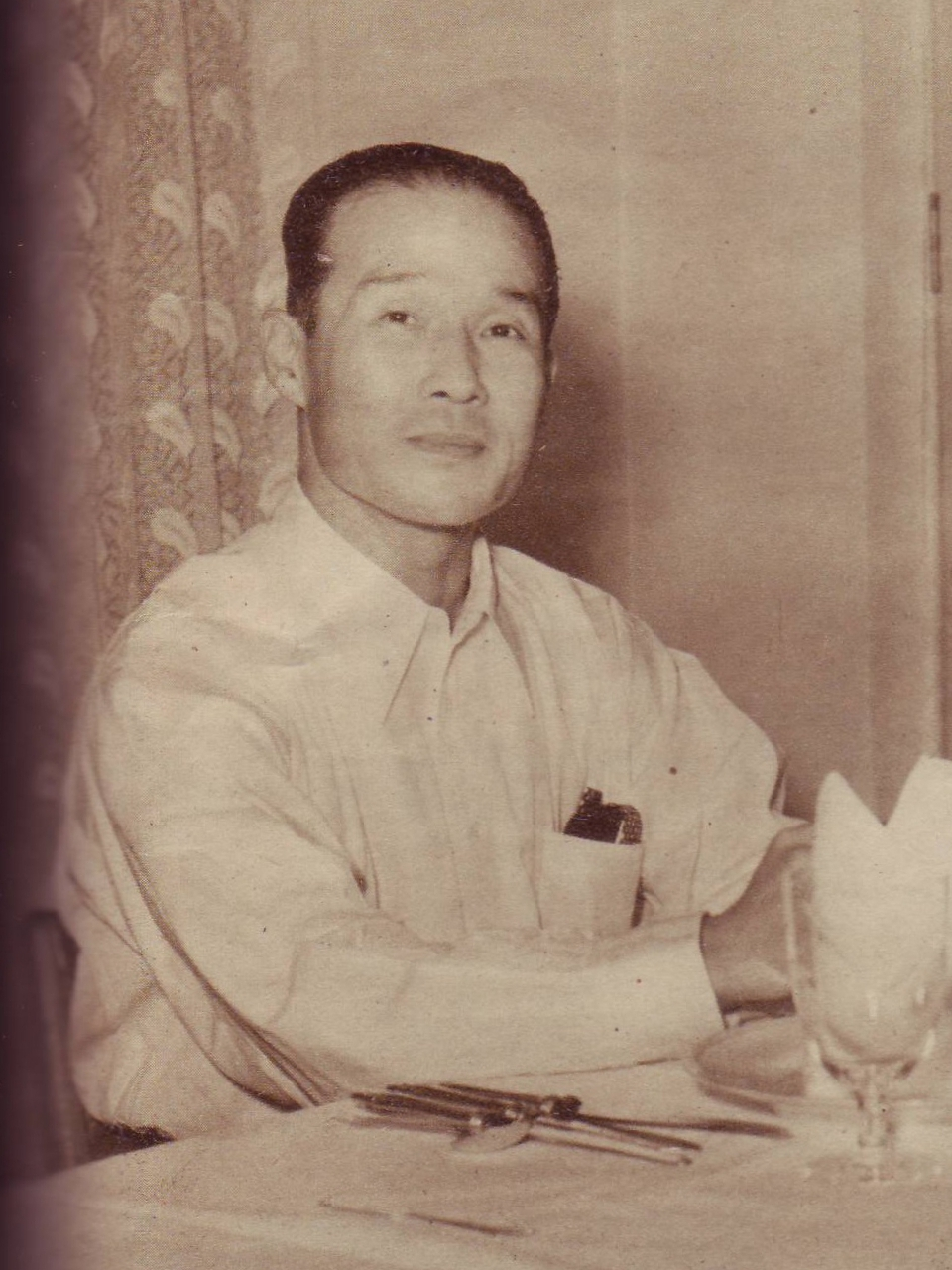
島秀之助 / 12月26日没

シューラ・チェルカスキー（右） / 12月27日没

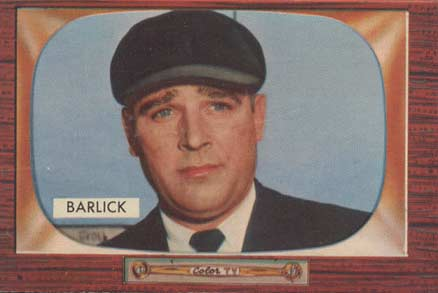
アル・バーリック / 12月27日没

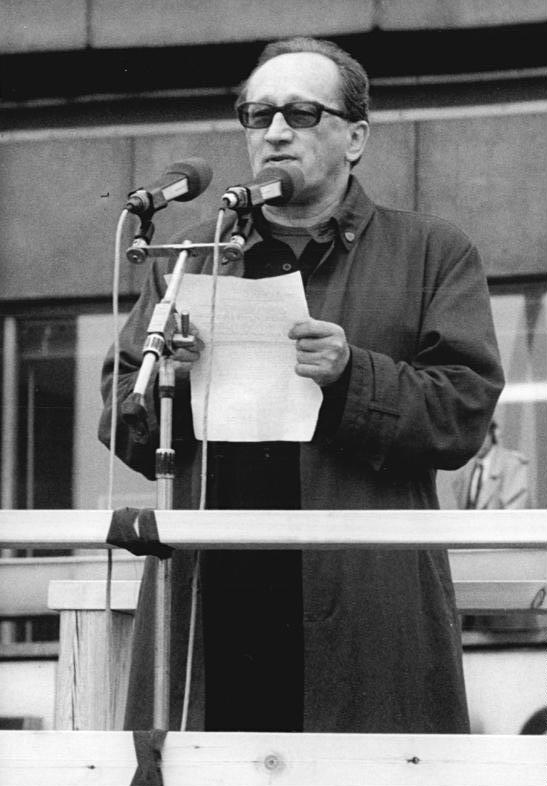
ハイナー・ミュラー / 12月30日没

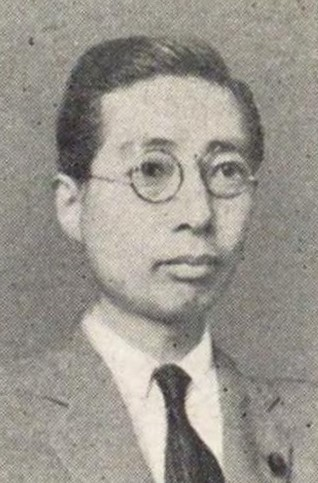
大久保利謙 / 12月31日没

- 12月16日 - 田村良平、政治家、元衆議院議員（* 1917年）
- 12月17日 - 安井琢磨、経済学者（* 1909年）
- 12月19日 - 真保正子、陸上競技選手・指導者（* 1913年）
- 12月22日 - ジェイムズ・ミード、経済学者（* 1907年）
- 12月22日 - 川谷拓三、俳優（* 1941年）
- 12月22日 - 坂口尚、漫画家（* 1946年）
- 12月25日 - ディーン・マーティン、俳優（* 1917年）
- 12月26日 - 島秀之助、元プロ野球選手（* 1908年）
- 12月27日 - シューラ・チェルカスキー、ピアニスト（* 1911年）
- 12月27日- アル・バーリック、メジャーリーグ審判（* 1915年）
- 12月30日 - ハイナー・ミュラー、劇作家・演出家（* 1929年）
- 12月31日 - 大久保利謙、歴史学者（* 1900年）